# Distretto di Furuu
Il distretto di Furuu (古宇郡?) è uno dei distretti della Sottoprefettura di Shiribeshi, Hokkaidō, in Giappone.
Attualmente comprende i comuni di Kamoenai e Tomari